# 村沢義久
村沢 義久（むらさわ よしひさ、1948年2月27日-）は、日本の経営学者、環境学者。徳島県出身。徳島県立城南高等学校、東京大学工学部機械工学科卒業、東京大学大学院工学系研究科修了（情報工学専攻）。スタンフォード大学経営大学院にてMBA取得。東京大学総長室アドバイザー。「かながわソーラープロジェクト研究会」会長。元東邦チタニウム取締役（2019年6月まで）、（株）アドバンス顧問。

## 経歴
1979年7月ベイン・アンド・カンパニー入社の後、ブーズ・アレン・アンド・ハミルトン日本代表、ゴールドマン・サックス証券M&A担当バイス・プレジデント、及び モニター・カンパニー日本代表を歴任。さらに、 サイクロン・コマース・インク日本代表やコラボ・テクノロジー取締役を務めた後、 2003年4月より東京大学非常勤講師。2005年9月より東京大学サスティナビリティ連携研究機構特任教授。2010年4月より現職。2011年5月から「かながわソーラープロジェクト研究会」会長。
コンサルタント時代の専門分野は企業戦略、コーポレート・ガバナンス、企業提携、財務戦略、流通改革、IT戦略、人事制度構築など。また、株主価値最大化を軸とした経営改革を推進した。
東京大学ではサステイナビリティ学連携研究機構に所属し、「燃やさない文明」を提唱。電気自動車の普及と太陽光発電を中心とした低炭素社会の実現に注力している。
電気自動車時代には、産業構造が大きく変化し、これまでの「ビッグスリー」に象徴される大企業によるピラミッド型の産業構造が崩れ、「スモール・ハンドレッド」とも言うべき多くの完成車メーカーと、汎用部品を作るメーカーによる水平分業型の産業構造になると指摘している。

## 著書
- 『電気自動車 世界を制する小企業群（毎日新聞社、2010年）
- 『電気自動車 「燃やさない文明」への大転換』（ちくまプリマー新書、2010年）
- 『日本経済の勝ち方 太陽エネルギー革命』（文春新書、2009年）
- 『仕事力10倍アップのロジカルシンキング入門』（毎日新聞社、2008年）
- 『手にとるように地球温暖化がわかる本』（かんき出版、2008年）
- 『株主価値経営で強い会社をつくる』（かんき出版、1999年）
- 『世界標準時代の成功法則52』（PHP研究所、1998年）
- 『グローバル・スタンダード経営』（ダイヤモンド社、1997年）
- 『Handbook of Strategic Planning』（John Wiley & Sons, Inc. 1986年、共著）